# Guillaume Amanevi
Guillaume Amanevi, ou Guillaume Amanieu de Geniès (selon la Gallia christiana), mort à Bordeaux le 13 septembre 1227, est un ecclésiastique qui fut archevêque de Bordeaux de 1207 à 1227.

## Biographie
Guillaume Amamevi, ou Guillaume Amanieu de Génies, est élu archevêque de Bordeaux sous le nom de Guillaume II en 1207 et consacré par le pape Innocent III. Pendant son épiscopat, il introduit les frères mineurs à Bordeaux. L'année de son élévation, il fait un don au chapitre de Sainte-Eulalie d'Ambarès et en 1208, il confirme une donation à l'abbaye de La Sauve-Majeure. Il aurait participé à la bataille de Las Navas de Tolosa selon le prélat Arnaud Amaury, abbé de Cîteaux et archevêque de Narbonne ayant vécu cette bataille. L'archevêque refuse le serment à Girard de Cros, primat et archevêque de Bourges, ce dernier s'en plaint au roi Philippe Auguste qui en réfère au Pape ; les deux archevêques sont convoqués au concile du Latran qui se réunit en 1215, on ignore la suite du conflit. Le 18 avril 1217 il est le témoin d'une transaction entre l'évêque d'Agen et Simon IV de Montfort, comte de Toulouse. En octobre 1221, l’archevêque Guillaume est à Saint-Jean-d'Acre et en 1223 il est présent lors de la prise de Damiette. En 1225 il se rend à Rome avant de regagner son diocèse où il meurt le 13 septembre 1227.